# In the Soup
Pour plus de détails, voir Fiche technique et Distribution.
In the Soup est un film américain réalisé par Alexandre Rockwell, sorti en 1992.

## Synopsis
Un homme introverti rêve de séduire sa voisine en écrivant un scénario de film. Il trouve un producteur par l'intermédiaire d'une annonce ; celui-ci lui promet de réaliser son rêve.

## Fiche technique
- Titre : In the Soup
- Réalisation : Alexandre Rockwell
- Scénario : Tim Kissell, Sollace Mitchell et Alexandre Rockwell
- Producteur : Hank Blumenthal
- Musique : Mader
- Costumes : Elizabeth Bracco
- Pays d'origine : États-Unis
- Format : Noir et blanc - 1,66:1 - Dolby - 35 mm
- Genre : Comédie dramatique
- Durée : 93 minutes
- Dates de sortie : janvier 1992 (Sundance Film Festival), 7 octobre 1992 (France), 23 octobre 1992 (États-Unis)

## Distribution
- Steve Buscemi : Bananas
- Jennifer Beals : Suzi
- Seymour Cassel : Joe
- Pat Moya : Dang
- Will Patton : Skippy